# 働いたら負けかなと思ってる
「働いたら負けかなと思ってる」（はたらいたらまけかなとおもってる）は、2004年（平成16年）に日本で生まれ流行したインターネット・ミーム。

## 概要
このフレーズは、2004年（平成16年）9月にフジテレビのワイドショー・情報番組『とくダネ!』で放送された、ニート男性へのインタビューから生まれた。放送当時、「ニート」はネット流行語大賞候補に選ばれるなど、新しい社会問題として世間から関心を持たれ始めていた。
取材を受けたニートとされる男性は、丸刈りで、尖った歯をのぞかせながら常に薄ら笑いを浮かべているという風体だった。
勤労の義務を堂々と拒絶するその姿勢は当時としては衝撃的なものであり、さらに「（サラリーマンは）すごい大変そうでかわいそうに思います」などと言って自分の選んだ道にすごく誇りを持ち、仕事をしている人々をバカにしている。ほどなく番組のキャプチャ画像やアスキーアートが熱狂的な勢いでネット中に拡散するに至った。このニート男性はニートを象徴するアイコンとして一躍時の人となり、特に2ちゃんねる界隈では知らない者は居ないほどの存在となった。さらに
その後、ニートの存在が社会的に広く認識されるにつれ、「働いたら負け」というフレーズもネット空間に定着していった。
このニート男性の消息は、高い関心を寄せられながらも長らく不明で失踪説や死亡説まで出ていたが、2011年（平成23年）1月22日に突然、「D-chan」と名乗りスーツ姿でニコニコ生放送に姿を現した。配信内で彼は、現在30歳で就職活動中であること、パソコンを持っていないためネットでの盛り上がりを殆ど知らなかったこと、例のフレーズは自分が考えたのでなくパクリであることなどを明かした。ニートを卒業してしまった彼の姿に、視聴者からは「伝説は伝説のままでいてほしかった」などと残念がる声が上がった。

## 影響
2007年（平成19年）7月に発売されたアニメ『ハヤテのごとく!』のキャラクターCD 1st series「3 三千院ナギ」に収録されている「お嬢様の戯れ言/日常会話篇」の中で、三千院ナギ（声 - 釘宮理恵）による「うむ。働いたら負けかな、と思っている。」というセリフが収録されている。
2017年（平成29年）頃から当時LINE執行役員の田端信太郎が、ニート男性が自身であると主張しており、イケダハヤトややまもといちろうもその主張に賛同していた。しかし、風貌や経歴が全く一致しないことが指摘され、2018年1月3日に田端はこの主張を取り下げている。
2023年（令和5年）10月、内閣総理大臣の岸田文雄は官邸で開いた政府与党政策懇談会にて「所得税、個人住民税の減税が最も望ましい」と述べ、2024年6月に1人当たり4万円の定額減税を行う方針を示し、また、低所得者世帯には7万円を給付することを示した。この報道を受け、実業家の西村博之は「働いてる人は、払う税金を4万円だけ減らしてあげる。働いてない人は、働いてる人が払った税金を7万円あげる」という仕組みだと解説し、その上で「働いたら負け」と皮肉った。

## 「働いたら負け」Tシャツ

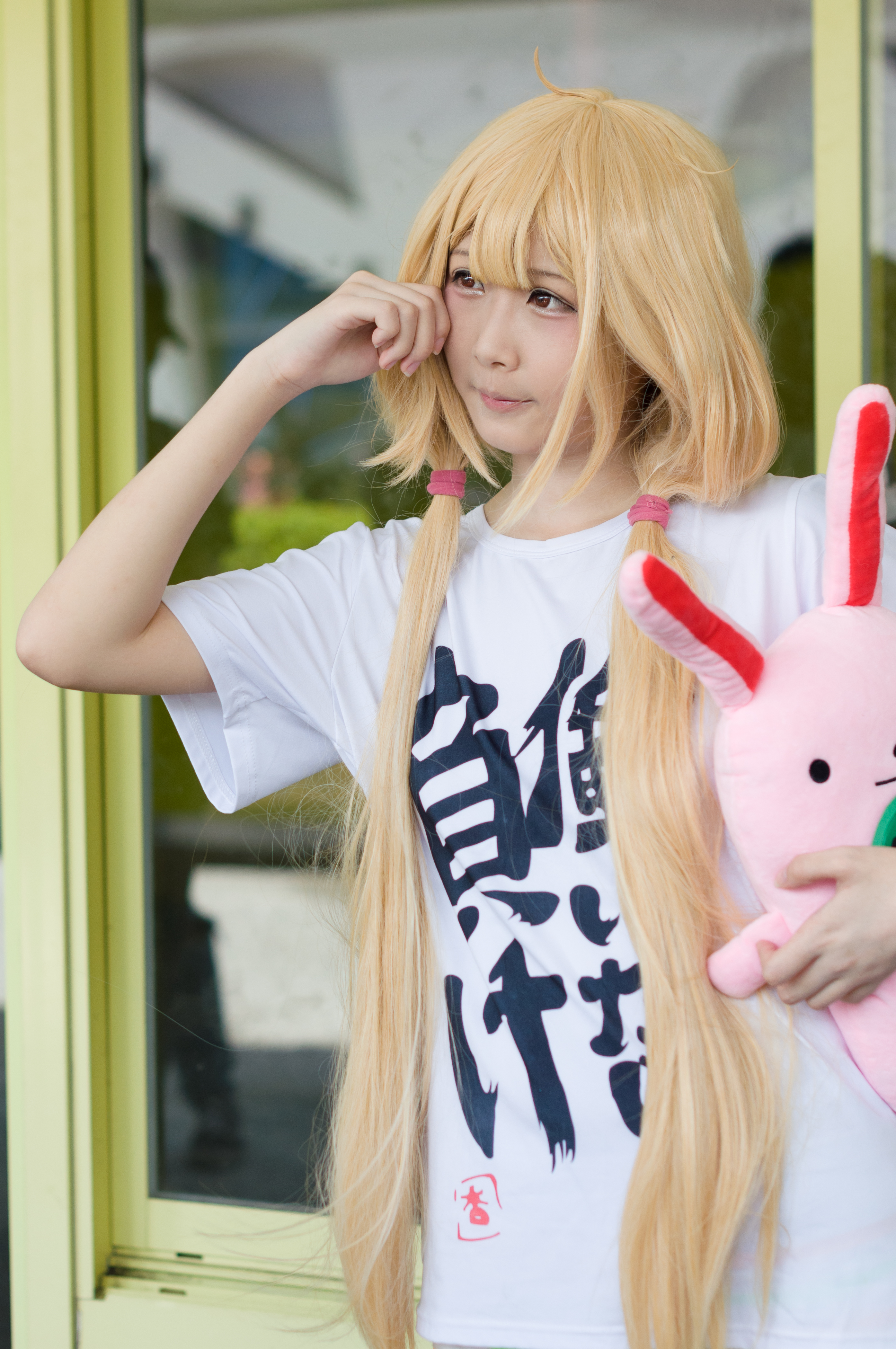
双葉杏のコスプレで「働いたら負け」Tシャツを着る女性

2011年（平成23年）にはゲーム『アイドルマスター シンデレラガールズ』に登場する脱力系女子アイドルの双葉杏が「働いたら負け」と書かれたTシャツを着用し、その後、それが『双葉杏の働いたら負けTシャツ』として商品化されて2012年の「東京ゲームショウ2012」などのイベントにおいて先行発売され、2015年よりはその一般販売も開始された。
また同2015年にはその甚平版である「双葉杏の働いたら負け甚平」も登場した。